# Cimetière du Sud (Kiel)
Pour les articles homonymes, voir Cimetière du Sud.

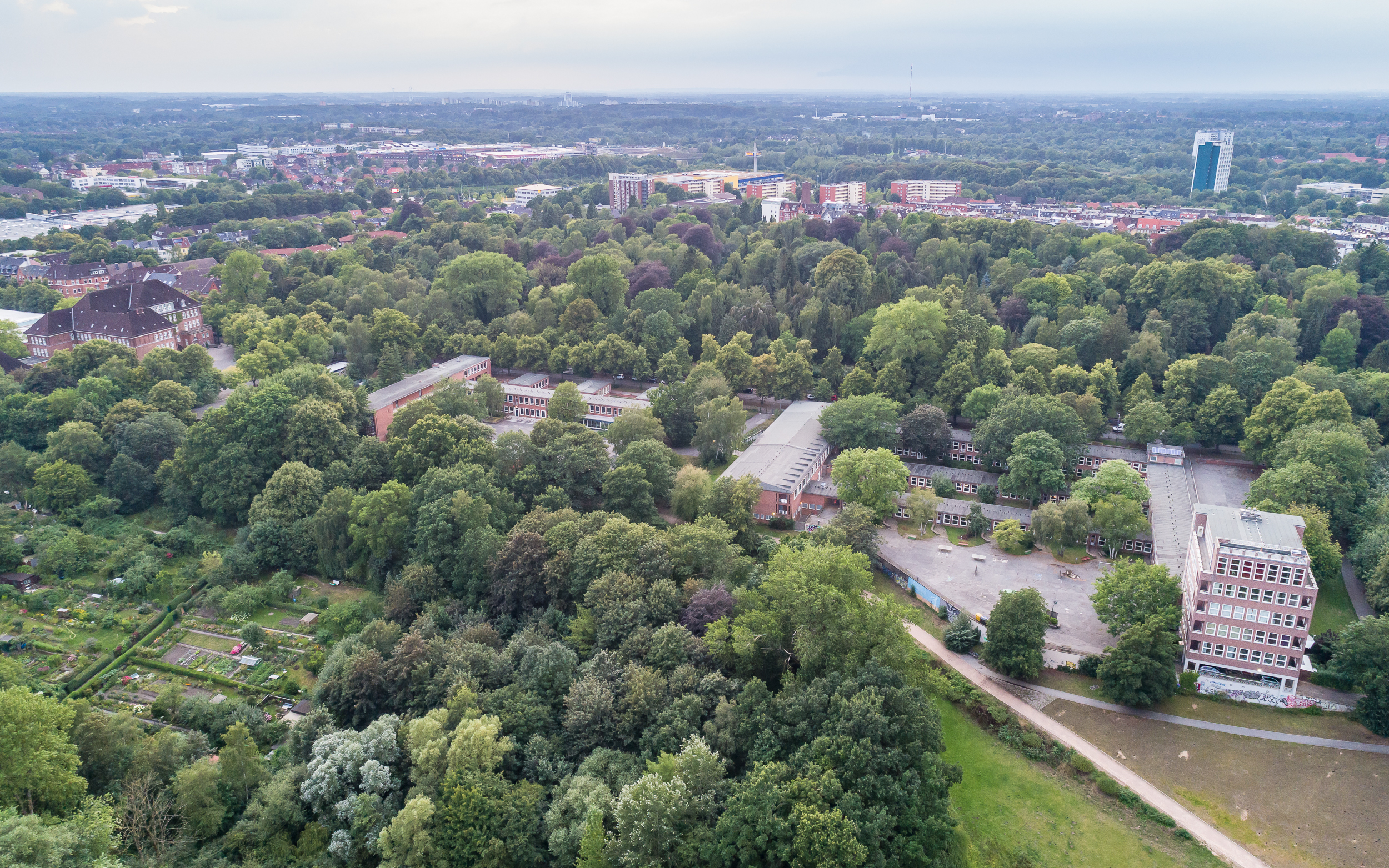
Vue aérienne du cimetière Südfriedhofes.

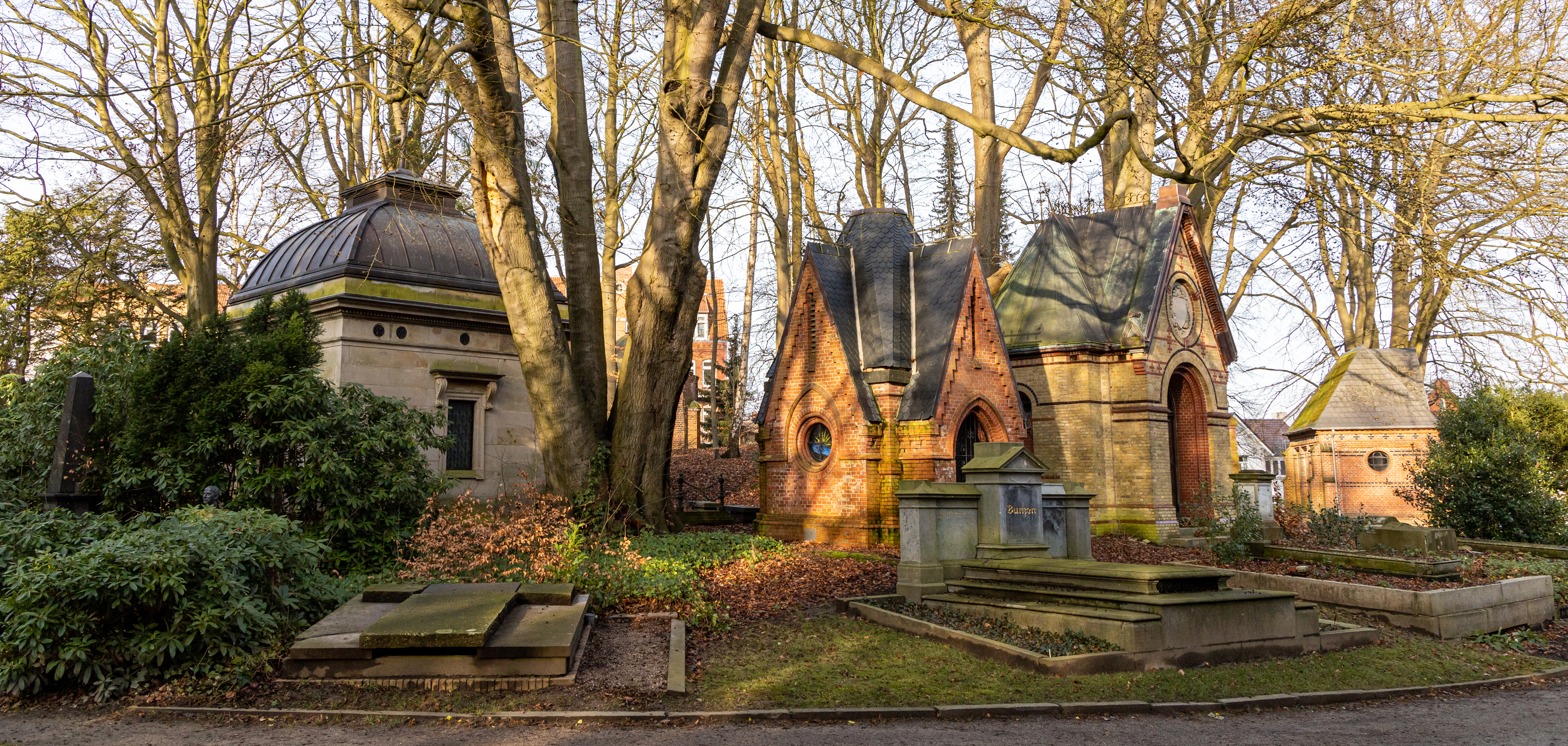
Vue de la colline de la Chapelle du cimetière du Sud de Kiel.

Le cimetière du Sud (Südfriedhof) est un grand cimetière de la ville de Kiel en Allemagne, ouvert en 1869. Il s'agit du premier cimetière paysager d'Allemagne. Il se trouve à deux kilomètres au sud-ouest de la vieille ville de Kiel entre Winterbeker Weg et la Saarbrückenstraße. Le quartier alentour est nommé d'après ce cimetière, le quartier  Südfriedhof.

## Description
À l'entrée principale se trouve le Kapellenberg (colline de la Chapelle), colline artificiellement créée qui regroupe les tombes de riches familles de la bourgeoisie de la fin du XIXe siècle. Les chapelles funéraires, mausolées et tombes sont disposés en double anneau.
La disposition du cimetière évite les allées rectilignes, les chemins se déroulent en arc de cercle autour de sections de forme différente. Le cimetière du Sud est un des premiers exemples de cimetière aux allures de parc. C'est un monument protégé depuis 1995. Il est parrainé par l'Église évangélique luthérienne.

## Histoire

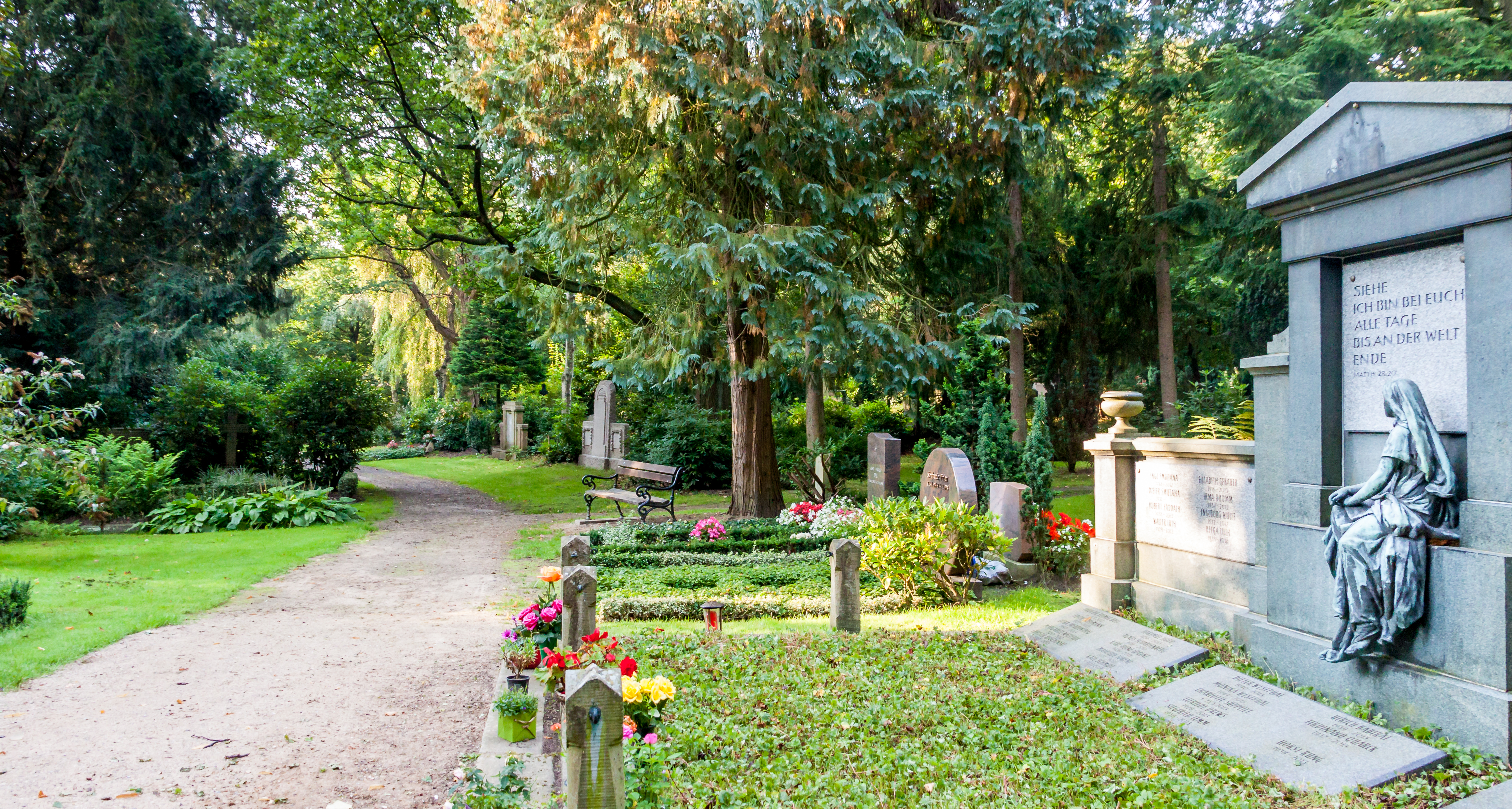
Une allée du cimetière.

La première concession achetée date de 1865. Le cimetière est dessiné une première fois en 1866 par le paysagiste 
Wilhelm Benque, auteur du Bürgerpark de Brême, puis les plans sont retravaillés en 1867. Les premières plantations du parc ont lieu en 1868. Le 30 avril 1869, le cimetière est ouvert sous le nom de Neuer Kirchhof (nouveau cimetière de l'église). Il est agrandi par l'achat de terrains en 1888-1889 et s'étend à 13 hectares. Lorsque le cimetière paysager d'Eichhof ouvre en 1901, le cimetière prend le nouveau nom de cimetière du Sud (Südfriedhof). Environ 90 000 personnes y sont enterrées.

## Personnalités
- Johannes Faesch (de) (1779–1856), négociant (K/2)
- Klaus Groth (1819–1899), poète (Oa/108)
- Wilhelm Halfmann (de) (1896–1964), évêque luthérien du Holstein (P)
- Albert Hänel (1833–1918), juriste et homme politique (J/129)
- Claus Harms (de) (1778–1855), pasteur luthérien et théologien (C/117)
- Karl Friedrich Christian Hasselmann (de) (1794–1882), pasteur et homme politique
- Georg Howaldt (de) (1841–1909), fondateur des chantiers navals (A/428) (tombe détruite en 2013)

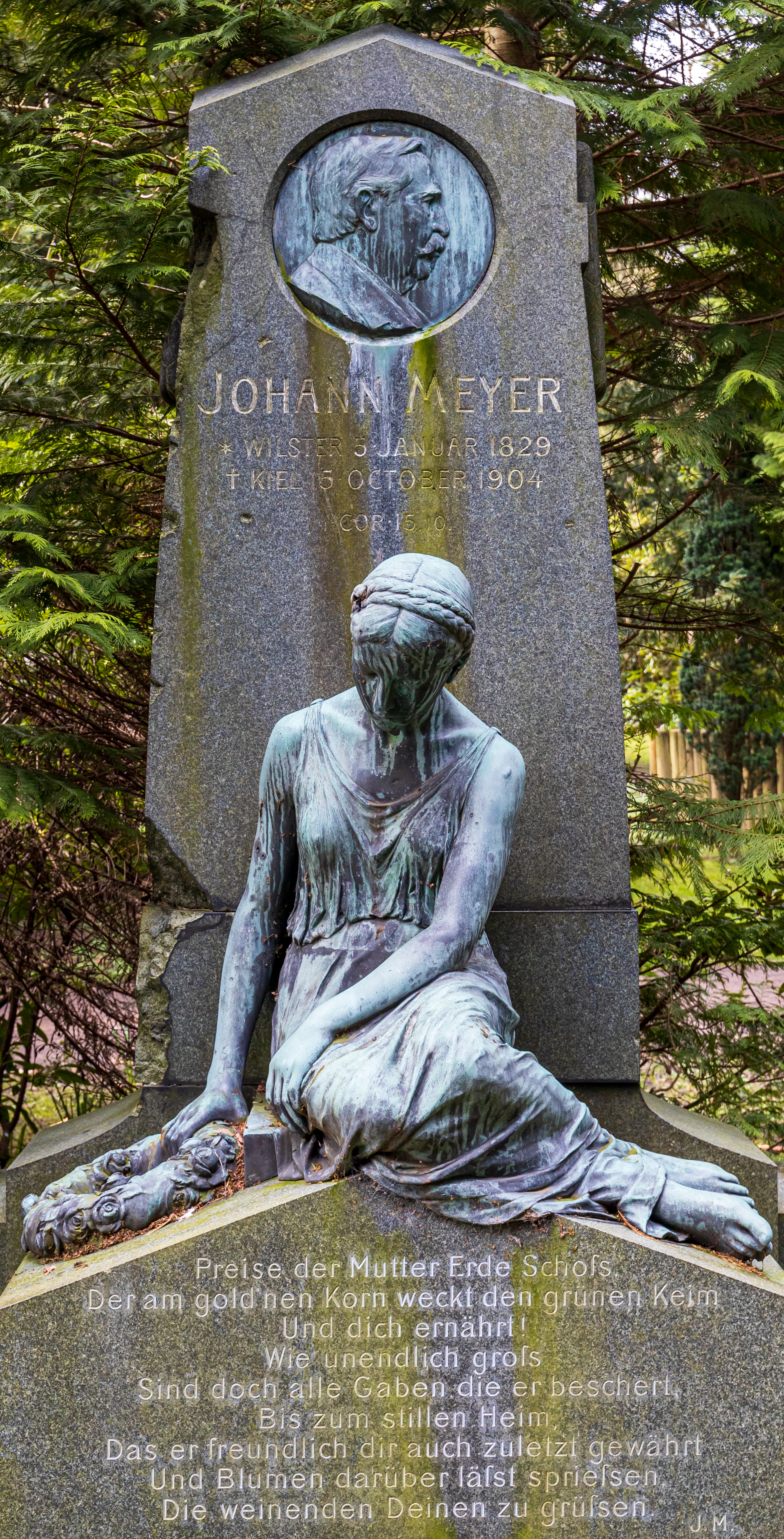
Tombe de Johann Meyer.

- Hermann Kobold (1858–1942), astronome (FII/460)
- Hermann Luppe (de) (1874–1945), de 1920 à 1933 bourgmestre de Nuremberg (FII/428)
- Johann Meyer (1829–1904), écrivain
- Heinrich Moldenschardt (1839–1891), architecte (Ob/479)
- Heinrich Mölling (de) (1825–1888), premier bourgmestre de Kiel (J/78)
- Adolf Mordhorst (de) (1866–1951), évêque luthérien du Holstein (P)
- Gustav Adolf Neuber (de) (1850–1932), médecin (Q/40)
- Paul Wassily (de) (1868–1951), médecin, peintre et collectionneur (K)
- Théodore Wille (1818–1892), négociant (Ehrengrab, Q/31-33)

## Artistes

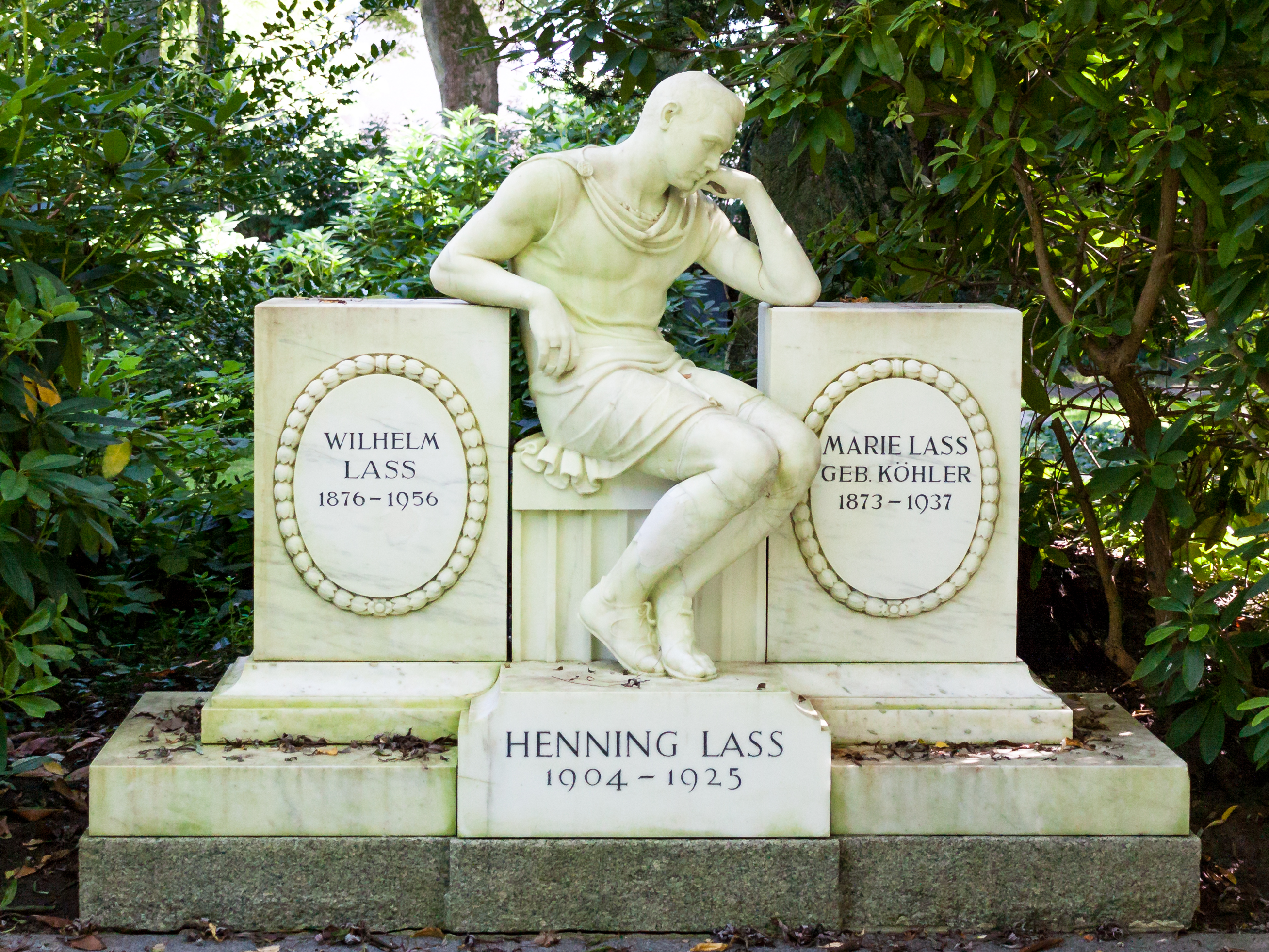
Sépulture Lass.

- Edvard Eriksen, sculpteur, auteur de la La Petite Sirène de Copenhague, et  auteur de la sépulture Lass (F/129).
- Heinrich Mißfeldt est l'auteur de la sépulture de Johann Meyer (Q/351), d'un médaillon de Joachim Bünsow (de) (B/73) et de la statue de bronze de la sépulture de Friedrich Wolgast (G/408).

#### Archives
- (de) Johannes Rieper: „Ausstellung 100 Jahre Kieler Südfriedhof“. Umfangreiche Materialien-, Dokumenten- und Photosammlung, Archiv der Nordelbischen Evangelisch-Lutherischen Kirche